# Dziergowice
Dziergowice  (/d͡ʑɛrɡɔˈvit͡sɛ/, en alemán Oderwalde,anteriormente: Dziergowitz) es una localidad polaca del distrito administrativo de Bierawa, dentro del condado de Kędzierzyn-Koźle en el Voivodato de Opole. Se encuentra aproximadamente a 7 kilómetros al sureste de Bielawa, a 14 km al sureste de Kędzierzyn-Koźle, y a 54 km al sureste de la capital regional Opole.

## Toponimia
El nombre de la ciudad tiene un origen medieval. Se ha incluido en varias formas en documentos históricos desde el siglo XIV. Por primera vez como Dirgowicz (1380), Dzirgowyecz, Dyrgowicz (1564), Dziergowice (1679), Dziergovitz (1687/88), Dziergowitz, Dziergowice (1845), Dziergowice (Dziergowitz) u Oderwalde (1939). En la lista alfabética de lugares en Silesia, publicada en 1830 en Breslavia por Johann Knie, el pueblo aparece con el nombre polaco utilizado actualmente Dziergowice y el nombre alemán Dziergowitz.
Existen varias teorías sobre el origen del nombre. El profesor de alemán Heinrich Adamy en su trabajo con nombres locales en Silesia, publicado en 1888 en Wrocław, menciona Dziergowice como el nombre más antiguo, dando el significado de "Lehngut, Lehnbesitz", derivándolo del idioma polaco "Arrendamiento hereditario, propiedad". Más tarde, este nombre se germanizaría fonéticamente a Dziergowitz. De acuerdo con el significado dado por el investigador, el nombre original del pueblo debería ser Dzierżawice. Actualmente, los lingüistas reconocen Dzirzgowice como la forma original y la derivan de un nombre personal Dzirzg con el sufijo -owice agregado. Dzirzg es un nombre eslavo que significa tejer, y proviene del protoeslavo drgati que significa rasgar. Este nombre pasó al idioma alemán con la terminación -witz añadida, y en el siglo XX se volvió a polonizar como Dziergowice  .
En 1931 se cambió el nombre por el nuevo y completamente alemán Oderwalde (en alemán: bosques de Odra). Este nombre es ahora cooficial con Dziergowice.

## Historia
Los registros más antiguos sobre el pueblo de Dziergowice provienen de 1274. En las tierras del duque de Racibórz, el caballero Henryk fundó un asentamiento. En 1910, 1.588 habitantes hablaban polaco, 76 hablaban polaco y alemán y 107 solo hablaban alemán . El 22 de junio de 1919, 80 personas, que no habían recibido información sobre la cancelación del levantamiento planeado, se levantaron contra los alemanes dentro del período prescrito, ocupando oficinas locales alemanas. Los conspiradores expuestos tuvieron que huir a Polonia. En las elecciones municipales de noviembre de 1919, se emitieron 523 votos para candidatos de las listas polacas, que obtuvieron un total de 14 de los 18 escaños. Durante el plebiscito 1.164 habitantes (incluidos 127 emigrantes) tenían derecho a votar en el pueblo. 857 personas votaron por Polonia, 279 por Alemania. A partir de 1919, una rama de la Organización Militar Polaca de la Alta Silesia operó en Dziergowice.
Durante el Tercer Levantamiento de Silesia, el Batallón Kozielski de Leonard Krukowski se formó principalmente a partir de los habitantes de Dziergowice, que formaba parte del Grupo "Norte". El regimiento de Paweł Cyms (Grupo "Este") operaba en el área del pueblo.
En Dziergowice se encontraba la posada más antigua del río Odra y un puerto fluvial que transportaba principalmente madera.
En la carretera provincial 426 hay un Monumento a los Insurgentes de Silesia.

## Monumentos históricos
Según el registro del Instituto Nacional del Patrimonio de Polonia, la lista de monumentos incluye:
- Cementerio parroquial, con entramado de madera, capilla histórica de 1794 se encuentra cerca de la iglesia. Tiene 2 fosas comunes de los insurgentes de Silesia. Allí están enterrados Jan Pluta, Józef Kozubski, Alojzy Kuś, Teodor Zaremba, Teodor Piechulek, Augustin Nieszporek, Franciszek Wróbel, Wilhelm Strzelczyk.
- Iglesia de Santa Ana, neogótica, consagrada en 1906.

## Educación
- Escuela primaria pública, Calle Kozielska 8.
- Complejo Escolar Bilingüe en Solarnia, Raciborska 42
- Jardín de infancia

## Deporte
Está el club deportivo de fútbol Odrzanka Dziergowice en el pueblo. Además, también está se encuentra la sección de trineos tirados por perros Czemi, que tiene éxito tanto a nivel nacional como internacional.

## Economía
El pueblo tiene un carácter industrial y agrícola. También tiene una mina que produce grava, arena y arenilla.
En la mina, hay depósitos de agua creados después de la extracción de grava y arena, utilizados como piscinas en la temporada de verano. Hay un lugar de vacaciones cerca.

## Comunicaciones
Dos carreteras importantes del voivodato pasan por Dziergowice: la 422 y la 425.
La empresa Przedsiębiorstwo Komunikacji Samochodowej tiene cuatro paradas de autobús en el pueblo.
Dziergowice está situado en la línea de importancia nacional e internacional de Kędzierzyn-Koźle a Bohumin. Hay una parada de tren Dziergowice en el pueblo.